# Charles Strode
Charles Darlington „Buzz“ Strode (* 5. September 1957 in San Diego) ist ein ehemaliger US-amerikanischer Tennisspieler.

## Karriere
Strode trat während seines Studiums Ende der 1970er Jahre für die Tennismannschaft der University of Southern California bei den Meisterschaften im Hochschultennis an.
Ab 1977 trat Strode bei Challenger-Turnieren und Turnieren der ATP World Tour an, ab 1980 auch außerhalb der USA. Sein erster größerer Erfolg war das Erreichen der Doppelfinalrunde des Challengers in Tinton Falls, welche er an der Seite von Scott Carnahan gegen Keith Richardson und John Sadri verlor. 1981 folgte eine weitere Finalniederlage im argentinischen Río de la Plata an der Seite seines jüngeren Bruders und häufigen Doppelpartners Morris.
Das Jahr 1982 war das erfolgreichste Jahr seiner Karriere. Beim Challenger von Nagareyama erreichte er sein erstes Einzelfinale, in dem ihn Russell Simpson besiegte. In Tokio kam er ins Viertelfinale eines ATP-Turniers. Im Doppel holte er mit seinem Bruder drei Challenger-Titel. Außerdem erreichte er zwei ATP-Finalpartien; in Hongkong holten die Strode-Brüder den Titel, in Bangkok mussten sie sich ihren Landsmännern Mike Bauer und John Benson geschlagen geben.
Seinen größten Erfolg bei einem Grand-Slam-Turnier feierte Charles Strode bei den French Open, als er mit Leslie Allen 1983 ins Mixedfinale vorstieß, wo sie Eliot Teltscher und Barbara Jordan in zwei Sätzen unterlagen. Im selben Jahr gewann er einen weiteren Doppeltitel bei einem Challenger, ein Challenger-Finale verlor er.
Er folgten in seiner Karriere drei weitere Challengertitel im Doppel, 1984 mit seinem Bruder in Agadir, 1985 mit Chris Dunk in Ogun und 1986 mit Stanislav Birner in Enugu. 1986 beendete er seine aktive Karriere auf hohem Niveau, nur 1994 trat er mit Morris Strode ein einziges Mal in Oʻahu in einer Doppelkonkurrenz an, sie schieden jedoch in der ersten Runde aus.

## Persönliches
Charles Strode hat mit einer früheren Profisurferin mindestens eine Tochter, Courtney Strode, die für YB Frauen in der Women’s Super League, der höchsten Schweizer Damenfußballliga, spielt.
Sein Bruder Morris starb im Alter von 62 Jahren an Prostatakrebs, dessen Sohn Isaiah Strode spielt ebenfalls Tennis auf hohem Niveau.

## Erfolge
| Legende                                            |
| Grand Slam (1)                                     |
| Tennis Masters Cup / ATP World Tour Finals         |
| ATP Masters Series / ATP World Tour Masters 1000   |
| ATP International Series Gold / ATP World Tour 500 |
| ATP International Series / ATP World Tour 250 (1)  |
| ATP Challenger Tour (7)                            |

| Titel nach Belag |
| Hartplatz (1)    |
| Sand (1)         |
| Rasen (0)        |

### Doppel

#### Turniersiege

##### ATP Tour
| Nr. | Datum            | Turnier  | Belag         | Doppelpartner | Finalgegner              | Ergebnis      |
| --- | ---------------- | -------- | ------------- | ------------- | ------------------------ | ------------- |
| 1.  | 1. November 1982 | Hongkong | Hartplatz (i) | Morris Strode | Kim Warwick Van Winitsky | 6:4, 3:6, 6:2 |

##### Challenger Tour
| Nr. | Datum            | Turnier    | Belag         | Doppelpartner    | Finalgegner                          | Ergebnis      |
| --- | ---------------- | ---------- | ------------- | ---------------- | ------------------------------------ | ------------- |
| 1.  | 12. April 1982   | Chigasaki  | Sand          | Morris Strode    | Sashi Menon Walter Redondo           | 6:3, 6:4      |
| 2.  | 19. April 1982   | Nagareyama | Hartplatz     | Morris Strode    | Sashi Menon Walter Redondo           | 4:6, 6:1, 6:4 |
| 3.  | 16. August 1982  | São Paulo  | Hartplatz (i) | Morris Strode    | Pablo Arraya Víctor Pecci            | 6:1, 6:4      |
| 4.  | 18. April 1983   | Tokio      | Hartplatz     | Morris Strode    | David Dowlen Jeff Turpin             | 6:3, 6:4      |
| 5.  | 6. Februar 1984  | Agadir     | Hartplatz     | Morris Strode    | Juan Avendaño Emilio Sánchez Vicario | 6:3, 6:4      |
| 6.  | 11. Februar 1985 | Ogun       | Hartplatz     | Chris Dunk       | Egan Adams Mark Wooldridge           | 7:5, 2:6, 6:3 |
| 7.  | 17. Februar 1986 | Enugu      | Hartplatz     | Stanislav Birner | Brett Buffington Ted Erck            | 6:4, 7:6      |

#### Finalteilnahmen
| Nr. | Datum             | Turnier | Belag       | Doppelpartner | Finalgegner            | Ergebnis      |
| --- | ----------------- | ------- | ----------- | ------------- | ---------------------- | ------------- |
| 1.  | 15. November 1982 | Bangkok | Teppich (i) | Morris Strode | Mike Bauer John Benson | 5:7, 6:3, 3:6 |

### Mixed

#### Finalteilnahmen
| Nr. | Datum        | Turnier     | Belag | Doppelpartnerin | Finalgegner                    | Ergebnis |
| --- | ------------ | ----------- | ----- | --------------- | ------------------------------ | -------- |
| 1.  | 5. Juni 1983 | French Open | Sand  | Leslie Allen    | Barbara Jordan Eliot Teltscher | 2:6, 3:6 |